# Comuna Bahmaci, Bahmaci
Bahmaci (în ucraineană Бахмач) este o comună în raionul Bahmaci, regiunea Cernihiv, Ucraina, formată din satele Bahmaci (reședința), Koșmaliv, Ostriv și Pașkiv.

## Demografie
Componența lingvistică a comunei Bahmaci
     Ucraineană (97,97%)
     Rusă (1,58%)
     Alte limbi (0,09%)
Conform recensământului din 2001, majoritatea populației comunei Bahmaci era vorbitoare de ucraineană (97,97%), existând în minoritate și vorbitori de rusă (1,58%).